# Henricohahnia
Henricohahnia is een geslacht van wantsen uit de familie van de Reduviidae (Roofwantsen). Het geslacht werd voor het eerst wetenschappelijk beschreven door Breddin in 1900.

## Soorten
Het genus bevat de volgende soorten:

- Henricohahnia aterrima Miller, 1958
- Henricohahnia cauta Miller, 1954
- Henricohahnia gallus Distant, 1904
- Henricohahnia indica Miller, 1954
- Henricohahnia milleri Muraleedharan, 1976
- Henricohahnia moesta (Miller, 1948)
- Henricohahnia montana (Distant, 1903)
- Henricohahnia monticola Hsiao & Ren, 1981
- Henricohahnia obscara Cai, S.J. Li & Tomokuni, 2003
- Henricohahnia parva Zhao, Wang & Cai, 2014
- Henricohahnia spinosa (Distant, 1903)
- Henricohahnia tinctoria Miller, 1954
- Henricohahnia tuberosa Hsiao & Ren, 1981
- Henricohahnia typica (Distant, 1903)
- Henricohahnia viroopa Muraleedharan, 1976
- Henricohahnia vittata Miller, 1954
- Henricohahnia vitticeps Miller, 1954
- Henricohahnia wahnschaffei Breddin, 1900
- Henricohahnia wangi Ren, 2001